# Эбботт, Кристофер
Кри́стофер Дже́йкоб Э́бботт (англ. Christopher Jacob Abbott; род. 1 февраля 1986) — американский актёр.

## Ранние годы
Эбботт родился в Гринуиче, штат Коннектикут, и рос в Стамфорде. У него есть сестра. Эбботт имеет итальянские и португальские корни. Он посещал Общественный колледж Норуолка, прежде чем начал обучение в студии Герберта Бергхофа в Нью-Йорке.

## Карьера
Эббот начинал актёрскую карьеру с ролей в офф-бродвейских постановках «Хорошие мальчики и правда», «Лицом к лицу» и «Это лицо», после чего имел гостевые роли в сериалах «Сестра Джеки» и «Закон и порядок: Преступное намерение». В 2011 году он дебютировал на большом экране с ролью в фильме Шона Дуркина «Марта, Марси Мэй, Марлен», совместно с актёрским состав которого был номинирован на премию «Готэм». В том же году он дебютировал на Бродвее с ролью в пьесе «Дом голубых листьев».
В 2012 году Эбботт исполнил роли в фильмах «Привет, мне пора» и «Машина искусства», а с 2012 по 2013 также имел повторяющуюся роль в сериале HBO «Девчонки», после чего вернулся в театр с ролью в офф-бродвейской пьесе «Где мы родились» и имел гостевую роль в одном из эпизодов сериала «Просветлённая». В 2014 году он имел роли в фильмах «Лунатик» Брэди Корбета и «Самый жестокий год» Джей Си Чендора.
В 2015 году Эботт получил положительные отзывы критиков за роль в независимой драме «Джеймс Уайт», за которую был номинирован на премии «Готэм» и «Независимый дух». В 2017 году он исполнил одну из главных ролей в фильме «Оно приходит ночью», а также имел постоянную роль в первом сезоне сериала «Грешница».
В 2018 году он имел роли в фильмах «Тайрел», «Пирсинг», «Человек на Луне» и «Голос люкс», а в 2019 году исполнил главную роль в мини-сериале Hulu «Уловка-22», экранизации одноимённого романа Джозефа Хеллера, принёсшем ему номинации на премии «Золотой глобус» и «Выбор телевизионных критиков».

## Фильмография

### Кино
| Год  | Русское название         | Оригинальное название    | Роль                            | Примечания             |
| ---- | ------------------------ | ------------------------ | ------------------------------- | ---------------------- |
| 2009 |                          | Snapshots                | н/д                             | Короткометражный фильм |
| 2011 | Марта, Марси Мэй, Марлен | Martha Marcy May Marlene | Макс                            |                        |
| 2012 | Привет, мне пора         | Hello I Must Be Going    | Джереми                         |                        |
| 2012 | Отец/сын                 | Father/Son               | Оливер                          | Короткометражный фильм |
| 2012 | Машина искусства         | Art Machine              | Кэп’н Тар                       |                        |
| 2013 |                          | Roshambo                 | Крис                            | Короткометражный фильм |
| 2013 |                          | All That I Am            | Кристиан                        |                        |
| 2013 |                          | The Exit Room            | Джозеф                          | Короткометражный фильм |
| 2013 |                          | Untitled Josh Mond Short | н/д                             | Короткометражный фильм |
| 2013 |                          | 1009                     | н/д                             | Короткометражный фильм |
| 2014 | Лунатик                  | The Sleepwalker          | Эндрю                           |                        |
| 2014 | Самый жестокий год       | A Most Violent Year      | Луис Сервидио                   |                        |
| 2015 | Джеймс Уайт              | James White              | Джеймс Уайт                     |                        |
| 2015 | Игра подружки            | The Girlfriend Game      | Генри (голос)                   | Короткометражный фильм |
| 2015 | Преступная деятельность  | Criminal Activities      | Уоррен                          |                        |
| 2016 | Репортёрша               | Whiskey Tango Foxtrot    | Фахим Ахмадзай                  |                        |
| 2016 | Кэти уезжает             | Katie Says Goodbye       | Бруно                           |                        |
| 2017 | Смерть на Аляске         | Sweet Virginia           | Элвуд                           |                        |
| 2017 | Оно приходит ночью       | It Comes at Night        | Уилл                            |                        |
| 2018 | Тайрел                   | Tyrel                    | Джонни                          |                        |
| 2018 | Пирсинг                  | Piercing                 | Рид                             |                        |
| 2018 | Человек на Луне          | First Man                | Дэвид Скотт                     |                        |
| 2018 | Голос люкс               | Vox Lux                  | журналист                       |                        |
| 2019 |                          | Full-Dress               | Ник / Крис                      |                        |
| 2020 | Чёрный медведь           | Black Bear               | Гейб                            |                        |
| 2020 | В чужой шкуре            | Possessor                | Колин Тейт                      |                        |
| 2020 | Мир грядущий             | The World to Come        | Финни                           |                        |
| 2021 | На счёт три              | On the Count of Three    | Кевин                           |                        |
| 2021 | Прощённый                | The Forgiven             | Том Дэй                         |                        |
| 2022 | Бедные-несчастные        | Poor Things              | сэр Обри де ла Поль Блессингтон |                        |
| 2023 | Стоп-слово               | Sanctuary                | Хэл                             |                        |
| 2024 | Заплыв домой             | Swimming Home            | Джо                             |                        |
| 2024 | Крейвен-охотник          | Kraven the Hunter        | Иностранец                      |                        |
| 2024 |                          | Bring Them Down          | Майкл                           |                        |
| 2025 | Вульфмен                 | Wolf Man                 | Блейк Ловелл                    |                        |
| 2025 | Анна Ли                  | Ann Lee                  |                                 |                        |
| TBA  |                          | Fear Is the Rider        | Джон Шоу                        |                        |
| TBA  | Орлеанская дева          | The Maid of Orleans      | Сэмми Линдберг                  |                        |

### Телевидение
| Год       | Русское название                      | Оригинальное название        | Роль                   | Примечания                           |
| --------- | ------------------------------------- | ---------------------------- | ---------------------- | ------------------------------------ |
| 2009      | Сестра Джеки                          | Nurse Jackie                 | Энди Сингер            | Эпизод: «Pill-O-Matix»               |
| 2010      | Закон и порядок: Преступное намерение | Law & Order: Criminal Intent | Кайл Уайлер            | Эпизод: «Lost Children of the Blood» |
| 2012—2016 | Девчонки                              | Girls                        | Чарли Даттоло          | Повторяющаяся роль, 13 эпизодов      |
| 2013      | Просветлённая                         | Enlightened                  | Трэвис                 | Эпизод: «Higher Power»               |
| 2017      | Грешница                              | The Sinner                   | Мейсон Танетти         | Регулярная роль, 7 эпизодов          |
| 2019      | Уловка-22                             | Catch-22                     | Капитан Джон Йоссариан | Регулярная роль, 6 эпизодов          |
| 2020      | В домашних условиях                   | Homemade                     |                        | Эпизод «Annex»                       |
| 2022      | Энтергалактик                         | Entergalactic                | Рид                    | озвучивание                          |
| 2022      | Рами                                  | Ramy                         | Сильвак                | Эпизод «That’s What She Said»        |
| 2023      | Переполненная комната                 | The Crowded Room             | Стэн Камиса            | Повторяющаяся роль, 5 эпизодов       |
| 2026      | К востоку от Эдема                    | East of Eden                 | Адам Траск             | Мини-сериал; постпродакшн            |

## Театр
| Год  | Русское название            | Оригинальное название       | Роль                   | Площадка                                      | Примечания           |
| ---- | --------------------------- | --------------------------- | ---------------------- | --------------------------------------------- | -------------------- |
| 2007 |                             | The Overwhelming            | Джеффри Эксли (дублёр) | Театр Лоры Пелс (Офф-Бродвей)                 |                      |
| 2008 | Хорошие мальчики и правда   | Good Boys and True          | Джастин                | Театр «Second Stage» (Офф-Бродвей)            |                      |
| 2008 | Лицом к лицу                | Mouth to Mouth              | Филип                  | Театр «Acorn» (Офф-Бродвей)                   |                      |
| 2010 | Это лицо                    | That Face                   | Генри                  | Манхэттенский театральный клуб (Офф-Бродвей)  |                      |
| 2011 | Дом голубых листьев         | The House of Blue Leaves    | Ронни Шонесси          | Театр Уолтера Керра (Бродвей)                 |                      |
| 2013 | Где мы родились             | Where We’re Born            | Тони                   | Театр «Rattlestick Playwrights» (Офф-Бродвей) |                      |
| 2014 | Почему дураки влюбляются    | Fool for Love               | Мартин                 | Уильямстаунский театральный фестиваль         |                      |
| 2015 | Джон                        | John                        | Элиас Шрайбер-Хоффман  | Театр «Signature» (Офф-Бродвей)               |                      |
| 2016 | Татуированная роза          | The Rose Tattoo             | Альваро                | Уильямстаунский театральный фестиваль         |                      |
| 2019 |                             | The Hope Hypothesis         | н/д                    | Центр «Шин» (Офф-Бродвей)                     | Технический режиссёр |
| 2023 | Дэнни и глубокое синее море | Danny and the Deep Blue Sea | Дэнни                  | Театр Люсиль Лортел                           |                      |

## Награды и номинации
| Ассоциация                             | Год  | Категория                                           | Работа                   | Результат |
| -------------------------------------- | ---- | --------------------------------------------------- | ------------------------ | --------- |
| «Золотой глобус»                       | 2020 | Лучшая мужская роль — мини-сериал или телефильм     | Уловка-22                | Номинация |
| «Выбор телевизионных критиков»         | 2020 | Лучшая мужская роль в фильме или мини-сериале       | Уловка-22                | Номинация |
| Ассоциация кинокритиков Чикаго         | 2015 | Лучшая мужская роль                                 | Джеймс Уайт              | Номинация |
| Ассоциация кинокритиков Чикаго         | 2015 | Наиболее многообещающий актёр                       | Джеймс Уайт              | Номинация |
| Общество кинокритиков Детройта         | 2015 | Лучшая мужская роль                                 | Джеймс Уайт              | Номинация |
| «Хлотрудис»                            | 2013 | Актёрский прорыв                                    | н/д                      | Победа    |
| «Хлотрудис»                            | 2016 | Лучшая мужская роль                                 | Джеймс Уайт              | Победа    |
| «Независимый дух»                      | 2016 | Лучшая мужская роль                                 | Джеймс Уайт              | Номинация |
| «Gold Derby»                           | 2016 | Лучший приглашённый актёр в комедийном сериале      | Девчонки                 | Номинация |
| «Готэм»                                | 2011 | Лучший актёрский ансамбль                           | Марта, Марси Мэй, Марлен | Номинация |
| «Готэм»                                | 2015 | Лучшая мужская роль                                 | Джеймс Уайт              | Номинация |
| Международный кинофестиваль в Хамптонс | 2015 | Актёрский прорыв                                    | Джеймс Уайт              | Победа    |
| Международное общество синефилов       | 2016 | Лучшая мужская роль                                 | Джеймс Уайт              | Номинация |
| INOCA                                  | 2016 | Лучшая мужская роль                                 | Джеймс Уайт              | Номинация |
| «South by Southwest»                   | 2013 | Лучший актёрский ансамбль                           | Привет, мне пора         | Победа    |
| Онлайн-ассоциация кино и телевидения   | 2019 | Лучший актёрский ансамбль в фильме или мини-сериале | Уловка-22                | Номинация |